# Ginásio Paulo Skaf
O Ginásio Poliesportivo Paulo Skaf - SESI é um ginásio poliesportivo localizado no bairro Vila Triagem, no município de Bauru, no estado de São Paulo, Brasil, com capacidade para 5000 espectadores.

## Histórico
O projeto de foi anunciada em 2014 e seria em um terreno na avenida Nações Unidas Norte, mas, o não financiamento por meio do extinto Ministério do Esporte, o projeto não saiu do papel. O presidente da entidade de voleibol da cidade, Reinaldo Mandaliti, anunciou que sua construção iniciaria a partir de julho de 2018, na ocasião apresentava o elenco do time  para a temporada 2018-19, e estava previsto para ser erguido erguido na Escola Sesi Gerson Trevizani – Duda, conhecido como Sesi Horto, iniciando pelo serviço de terraplanagem do local, com estimativa de duração das obras de 10 ou 12 meses, visando a temporada 2019-20.
O ginásio seria construído numa área de 6,5 mil m² com verba do Sesi e custaria cerca de R$ 15 milhões, com capacidade de 5 mil pessoas, também para receber as finais do NBB (basquetebol), permitindo a entrada de quatro ambulâncias e arquibancadas móveis, o que aumentaria a área última da quadra, sendo possível a prática do futsal, porém, a obra sofreu atrasos devido a um imbróglio em relação à área destinada ao estacionamento do espaço.
Em 3 de dezembro de 2021, é oficialmente inaugurado, e o espaço media cerca de nove mil metros quadrados e capacidade para receber até cinco mil pessoas, e o custo foi de aproximadamente 33 milhões de reais. Esteve presente na inauguração contou, o  presidente do SESI, Paulo Skaf.
A equipe do Sesi/Vôlei Bauru u só passou a ser mandante dos jogos nas competições a partir do primeiro semestre de 2022.Como foi mencionado anteriormente custou cerca de 33 milhões de reais, com estrutura completa, oferecendo salas de musculação e fisioterapia, vestiários, área vip, lanchonete, cômodos para imprensa, além de uma parte externa para food trucks e estacionamento. A arena também receberia jogos do Bauru Basket, e atender as modalidades futsal e handebol..
Em 2022, ocorreu o primeiro jogo oficial, acolhendo a Supercopa Brasileira, consolidando o primeiro título do Sesi/Bauru.No ano de 2023, o cantor Tiago Iorc realizou um show gratuito na arena.Em fevereiro de 2024, foi o ginásio que sediou as partidas válidas pelo Sul-Americano de Clubes de 2024.Em maio de 2024, a cantora Elba Ramalho fez um show gratuito no ginásio